# Українська асоціація студентів
Українська асоціація студентів (УАС) (до 2016 — Українська асоціація студентського самоврядування або УАСС) — незалежний національний студентський союз України, що на добровільних засадах об'єднує осіб, які навчаються у ЗВО, а також органи студентського самоврядування, інші самоврядні студентські організації для здійснення та захисту їх прав і свобод, задоволення суспільних, зокрема економічних, соціальних, культурних, екологічних, та інших інтересів.

## Історія
1999 року було засновано одне з перших в Україні всеукраїнських студентських об'єднань — Українську асоціацію розвитку студентського самоврядування (УАРСС). Спадкоємецею УАРСС стає Всеукраїнська молодіжна громадська організація «Українська асоціація студентського самоврядування» (ВМГО «УАСС»), яка була офіційно утворена 24 листопада 2002 р. та зареєстрована у 2003 р. Першим президентом УАСС було обрано Олексія Кляшторного.
18 листопада 2003 р. було підписано договір про співпрацю між УАСС та Міністерством освіти і науки України.
У 2006 році УАСС виступила одним зі співзасновників всеукраїнської спілки молодіжних громадських організацій «Український молодіжний форум».
2 грудня 2007 р. УАСС набуває членства у Європейському союзі студентів, і з того часу є єдиним національним студентським об'єднанням України, що має статус повного члена цієї міжнародної організації.
У 2015 році Асоціація стала однією із співзасновниць Національної молодіжної ради України [Архівовано 19 травня 2017 у Wayback Machine.].
За час своєї діяльності Асоціація накопичила великий практичний досвід у сфері розвитку студентського самоврядування та захисту прав студентів. Найбільш успішними адвокаційними кампаніями стали:
- лобіювання в 2004 році нового законодавства про стипендії та пільги студентів на проїзд у громадському транспорті. Внаслідок цих дій відповідно до постанови Кабінету Міністрів України від 12 липня 2004 р. № 882 демократично органи студентського самоврядування вперше були допущені до розподілу стипендій та матеріальної допомоги між студентами й аспірантами, що раніше було виключною монополією студентських профкомів. Крім того, починаючи з 2005 року студенти недержавних вишів отримали пільги на проїзд у залізничному транспорті, якими вони раніше не користувались;
- кампанія 2005 року за накладення Президентом України вето на прийняті Парламентом зміни і доповнення до Закону України «Про вищу освіту», які зобов'язували випускників вишів, котрі навчались за бюджетні кошти, до 3-річного «відпрацювання» за місцем праці, визначеним Урядом. Результатом стало ветування цього Закону, що забезпечує право українських громадян на безкоштовну вищу освіту та вільний вибір місця роботи;
- кампанія 2007 року за скасування обмеження права студентів на пільговий проїзд залізницею в літні місяці. Її результатом стало скасування зазначених обмежень постановою Кабінету Міністрів України від 24 грудня 2007 року № 1402;
- кампанії 2009 та 2010 років боротьби з постановами Кабінету Міністрів України № 369 про додаткові платні послуги, постанови № 133 про порядок виготовлення дипломів бакалавра, спеціаліста та магістра за рахунок студентів та розпорядження № 416-р, щодо скорочення обсягів державного замовлення на 2009—2010 навчальний рік;

Круглий стіл щодо необхідності прийняття змін до Закону України «Про вищу освіту» щодо питань студентського самоврядування та Засідання Правління УАСС, Верховна Рада України, Київ 17 квітня 2009 року

Вибори на III Генеральній асамблеї УАСС

- прийняття змін до Закону України «Про вищу освіту» щодо студентського самоврядування, які є унікальним досягненням студентського самоврядування. Асоціація з 2002 року розробляла текст змін до Закону України «Про вищу освіту» щодо студентського самоврядування у тісній співпраці з національними об'єднаннями студентів Австрії, Нідерландів, Словаччини та Угорщини. Проект Закону вносився на розгляд трьох скликань Верховної Ради України. Лобістська кампанія, під час свого піка у 2009 році, об'єднала всі органи студентського самоврядування України й в результаті 19 січня 2010 року Президент України підписав Зміни до Закону України «Про вищу освіту» щодо студентського самоврядування[2];
- участь у розробці нової редакції Закону України «Про вищу освіту» (2014), у якому, зокрема, зазнала змін стаття про студентське самоврядування, до якої були включені норми, які значно посилювали повноваження ОСС та убезпечували їх від втручання адміністрацій ВНЗ;
- лобіювання інтересів студентів під час стипендійної реформи у 2016 році, внаслідок якого було збільшено квоту стипендіатів до 45 відсотків, забезпечено представництво органів студентського самоврядування у стипендійних комісіях на паритетних засадах із преставниками адміністрацій, збережно можливість нарахування додаткових балів у рейтингу за позанавчальні досягнення тощо;
- підготовка у 2017 р. листа-роз'яснення щодо дотримання прав мешканців гуртожитків [Архівовано 27 грудня 2017 у Wayback Machine.], який в подальшому був схвалений Міністерством освіти і науки України і розісланий керівникам закладів вищої освіти.

З 2011 року УАСС починає брати участь у міжнародних проектах у рамках програми TEMPUS. Загалом, асоціація була партнером у трьох міжнародних проектах — TRUST [Архівовано 9 червня 2017 у Wayback Machine.], IMPRESS [Архівовано 13 червня 2017 у Wayback Machine.] та ALIGN [Архівовано 10 червня 2017 у Wayback Machine.]. З 2015 р. УАСС бере участь у проекті QUAERE [Архівовано 21 березня 2017 у Wayback Machine.] у рамках програми ERASMUS+. 
Є партнером проекту SAIUP [Архівовано 4 червня 2017 у Wayback Machine.], що реалізовується Американськими радами з міжнародної освіти. 
У 2016 р. на Х Генеральній асамблеї було прийнято рішення про перейменування у Громадську організацію «Українська асоціація студентів».
У травні 2019 року на XIV Генеральній Асамблеї прийнято рішення надати рекомендацію органам студентського самоврядування ліквідувати студентські профспілки.
У серпні 2019 року Асоціація стала однією із співзасновниць Національного українського молодіжного об'єднання (НУМО).
У жовтні 2019 року на Першому національному молодіжному форумі НУМО Асоціація ініціювала рекомендацію для молодіжних громадських організацій не співпрацювати з профспілками.

## Структура та керівні органи

### Виконавчий комітет УАС
Виконавчий орган УАС — Виконавчий комітет. Членами Виконкому є: Президент, Перший віце-президент та Віце-президенти; інші Члени Виконкому, що обираються на Генеральній асамлеї шляхом таємного голосування. Наразі повноваження Виконкому тривають 18 місяців. Виконком очолюється Президентом Асоціації.
До повноважень Виконкому входить:
- спрямовування діяльності Асоціації відповідно до Статуту, рішень ГА та Правління;
- право вносити Президентові пропозицію щодо скликання ГА;
- розробка та реалізація політики Асоціації відповідно до стратегічних напрямів діяльності та інших рішень ГА;
- делегування представників від Асоціації до складу робочих, дорадчих органів;
- сприяння вирішенню конфліктних ситуацій, що складаються в роботі Асоціації, її учасників;
- формування позицій Асоціації з питань, які стосуються її діяльності;
- затвердження зразків символіки Асоціації;
- визначення доменного імені офіційного вебсайту Асоціації, встановлення порядку його адміністрування;
- визначення і зміна юридичної адреси Асоціації;
- здійснення інших повноважень, передбачених Статутом та іншими актами, а також повноваження, не віднесені Статутом до повноважень інших керівних органів.

| Каденція                     | ПІБ                                                                | Посада |
| ---------------------------- | ------------------------------------------------------------------ | --- |
| 2002-2004                    | Кляшторний Олексій Миколайович                                     | президент                                                                                                 |
| 2002-2004                    | Майснер Андрій Васильович                                          | перший віце-президнент                                                                                    |
| 2002-2004                    | Мильников Павло Олегович                                           | віце-президент                                                                                            |
| 2002-2004                    | Міщенко Андрій Михайлович                                          | віце-президент                                                                                            |
| 2002-2004                    | Синельников Руслан Олександрович                                   | віце-президент                                                                                            |
| 2002-2004                    | Шейко Олексій Володимирович                                        | члени виконкому                                                                                           |
| 2002-2004                    | Лавриненко Семен Іванович                                          | члени виконкому                                                                                           |
| 2002-2004                    | Якубовський Ігор Вячеславович                                      | члени виконкому                                                                                           |
| 2002-2004                    | Парщик Олександр Віталійович                                       | члени виконкому                                                                                           |
| 2004-2006                    | Кляшторний Олексій Миколайович                                     | президент                                                                                                 |
| 2004-2006                    | Кулик Владислав Віталійович                                        | перший віце-президент                                                                                     |
| 2004-2006                    | Скрипник Софія Володимирівна                                       | віце-президент з навчальних питань                                                                        |
| 2004-2006                    | Волощук Олексій Артурович                                          | віце-президент з економічних та фінансових питань                                                         |
| 2004-2006                    | Печончик Тетяна Іларіонівна                                        | віце-президент з інформаційних питань                                                                     |
| 2004-2006                    | Павел Дмитро Дмитрович                                             | член виконкому — голова комісії з питань міжнародної співпраці                                            |
| 2004-2006                    | Окованцев Антон Петрович                                           | член виконкому — голова комісії у справах студентських помешкань                                          |
| 2004-2006                    | Москаленко Марина Вячеславівна                                     | член виконкому — голова комісії з культурно-масової роботи                                                |
| 2004-2006                    | Хацко Костянтин Олександрович                                      | член виконкому — голова комісії у справах здоров'я студентів і аспірантів                                 |
| 2004-2006                    | Гладун Олександр Зіновійович                                       | член виконкому — голова комісії з питань правового захисту студентів і аспірантів                         |
| 2004-2006                    | Чабан Остап Володимирович                                          | член виконкому — голова комісії у справах студентського аматорського спорту                               |
| 2004-2006                    | Якубовський Ігор Вячеславович                                      | член виконкому — голова комісії у справах наукових товариств студентів і аспірантів                       |
| 2004-2006                    | Манідін Володимир Сергійович                                       | член виконкому — голова комісії з питань екології                                                         |
| 2004-2006                    | Вугельман Павло Володимирович                                      | член виконкому — голова комісії з питань співпраці з органами місцевої влади                              |
| 2006-2007                    | Ігнатович Анатолій Олександрович                                   | президент                                                                                                 |
| 2006-2007                    | Смирнов Олександр Олегович                                         | перший віце-президент                                                                                     |
| 2006-2007                    | Овсянников Дмитро Юрійович                                         | віце-президент з навчальних питань та питань реформування вищої освіти                                    |
| 2006-2007                    | Коновалов Артем Володимирович                                      | член виконкому — голова комісії з інформаційних питань                                                    |
| 2006-2007                    | Стукало Максим Вадимович                                           | член виконкому — голова комісії з питань міжнародного співробітництва                                     |
| 2006-2007                    | Харчев Сергій Юрійович                                             | член виконкому — голова комісії з питань культурно-масової роботи                                         |
| 2006-2007                    | Дем'яненко Олена Валеріївна                                        | член виконкому — голова комісії з питань оздоровлення студентів та аспірантів                             |
| 2006-2007                    | Довгопол Олександр Вячеславовіич                                   | член виконкому — голова комісії з питань розвитку аматорського спорту                                     |
| 2006-2007                    | Таран Дмитро Олександрович                                         | член виконкому — голова комісії з питань правового захисту студентів та аспірантів                        |
| 2006-2007                    | Малюська Вікторія Анатоліївна                                      | член виконкому — голова комісії з питань наукових товариств студентів та аспірантів                       |
| 2006-2007                    | Яцульчак Роман Миколайович                                         | член виконкому — голова комісії з соціально-побутових проблем та гуртожитків                              |
| 2008                         | Ігнатович Анатолій Олександрович                                   | президент                                                                                                 |
| 2008                         | Козоровський Любомир Олегович                                      | перший віце-президент                                                                                     |
| 2008                         | Овсяников Дмитро Юрійович                                          | віце-президент з питань науки та реформування освіти                                                      |
| 2008                         | Баланюк Юрій Вікторович                                            | віце-президент з соціальних питань                                                                        |
| 2008                         | Степанець Владислав Олексійович                                    | член виконкому — голова комісії з питань соціального захисту та студентських гуртожитків                  |
| 2008                         | Шаровська Анна                                                     | член виконкому — голова комісії з інформаційних питань                                                    |
| 2008                         | Ніколайчук Христина Анатоліївна                                    | член виконкому — голова комісії з питань культурно-масової роботи                                         |
| 2008                         | Костяков Дмитро Володимирович                                      | член виконкому — голова комісії з питань правового захисту студентів і аспірантів                         |
| 2008                         | Гоменюк Олена Олегівна                                             | член виконкому — голова комісії з питань якості освіти                                                    |
| 2008                         | Кравченко Андрій Сергійович                                        | член виконкому — голова комісії з питань наукової діяльності та наукових товариств студентів і аспірантів |
| 2008                         | Дідков Роман Леонідович                                            | член виконкому — голова комісії з питань міжнародного співробітництва                                     |
| 2008                         | Гуменний Микола Вікторович                                         | член виконкому — голова комісії з питань розвитку студентського самоврядування                            |
| 2009                         | Гнилицький Максим                                                  | президент                                                                                                 |
| 2009                         | Смирнов Олександр                                                  | перший віце-президент                                                                                     |
| 2009                         | Прохорова Надія                                                    | віце-президент з соціальних питань                                                                        |
| 2009                         | Шишлянніков Олексій                                                | віце-президент з освітніх та наукових питань                                                              |
| 2009                         | Василевський Кирило                                                | віце-президент з загальних питань                                                                         |
| 2009                         | Костяков Дмитро                                                    | член виконкому — голова комісії з питань правового захисту студентів і аспірантів                         |
| 2009                         | Семеніст Іван                                                      | член виконкому — голова комісії з питань співпраці з органами місцевої влади                              |
| 2009                         | Галиба Анастасія                                                   | член виконкому — голова комісії з питань проектно-грантової роботи                                        |
| 2009                         | Овсяннік Світлана                                                  | член виконкому — голова комісії з розвитку незалежної студентської преси                                  |
| 2009                         | Стукало Максим                                                     | член виконкому — голова комісії з питань міжнародного співробітництва                                     |
| 2009                         | Приходько Антон                                                    | член виконкому — голова комісії з якості освіти                                                           |
| 2009                         | Жмеренецький Олексій                                               | член виконкому — голова комісії з питань розвитку студентського самоврядування                            |
| 2009                         | Білоконь Катерина                                                  | член виконкому — голова комісії з питань соціального захисту та студентських гуртожитків                  |
| 2009                         | Дідков Роман                                                       | член виконкому — голова комісії з питань наукової діяльності та наукових товариств                        |
| 2009                         | Горобець Кирило                                                    | член виконкому — голова комісії з інформаційних питань                                                    |
| 2009                         | Бацула Валера                                                      | член виконкому — голова комісії з питань культурно-масової роботи                                         |
| 2010-2015                    | Щепетильникова Єлизавета                                           | президент                                                                                                 |
| 2010-2015                    | Шишлянніков Олексій                                                | члени виконкому                                                                                           |
| 2010-2015                    | Рехлицький Микола                                                  | члени виконкому                                                                                           |
| 2010-2015                    | Венгловський Ігор                                                  | члени виконкому                                                                                           |
| 2010-2015                    | Рубан Сергій                                                       | члени виконкому                                                                                           |
| 2010-2015                    | Бацула Валерій                                                     | члени виконкому                                                                                           |
| 2015-2016                    | Андрєєв Микита Андрійович                                          | президент                                                                                                 |
| 2015-2016                    | Новик Олександра Олексіївна                                        | перший віце-президент                                                                                     |
| 2015-2016                    | Тіщенко Дмитро Сергійович                                          | віце-президент                                                                                            |
| 2015-2016                    | Воробйов Артем Олександрович                                       | віце-президент                                                                                            |
| 2015-2016                    | Погребняк Юрій Олександрович                                       | член виконкому — голова адвокесі-комісії                                                                  |
| 2015-2016                    | Зінченко Тарас Ігорович                                            | член виконкому — голова комісії з забезпечення якості вищої освіти                                        |
| 2015-2016                    | Шевченко Дмитро Олексійович                                        | член виконкому — голова комісії з зовнішніх зв'язків                                                      |
| 2015-2016                    | Хміль Олена Володимирівна                                          | член виконкому — голова комісії з регіонального розвитку                                                  |
| 2015-2016                    | Жолудь Аліна Юріївна                                               | член виконкому — голова юридичної комісії                                                                 |
| 2015-2016                    | Сокол Марія Михайлівна                                             | член виконкому — голова комісії з міжнародних зв'язків                                                    |
| 2015-2016                    | Лучний Олесь Олександрович                                         | член виконкому — голова комісії з розвитку волонтерства                                                   |
| 2015-2016                    | Шульгіна Анастасія Павлівна                                        | член виконкому — голова комісії з питань спорту та здорового способу життя                                |
| 2015-2016                    | Грига Роман Михайлович                                             | член виконкому — голова комісії з розвитку студентської науки                                             |
| 2015-2016                    | Дороніна Ірина Олександрівна                                       | член виконкому — голова комісії з фандрайзингу                                                            |
| 2015-2016                    | Фантаєв Віктор Олександрович                                       | член виконкому — голова комісії по роботі з коледжами                                                     |
| 2015-2016                    | Мельник Владислав Сергійович                                       | член виконкому — голова комісії з неформальної освіти                                                     |
| 2015-2016                    | Новошицький Володимир Євгенович                                    | член виконкому — голова комісії з розвитку ОСС у післядипломній освіті                                    |
| 2016-грудень 2017            | Фесенко Лідія Сергіївна                                            | президент                                                                                                 |
| 2016-грудень 2017            | Грубель Іван Михайлович (до листопада 2017 р.)                     | перший віце-президент                                                                                     |
| 2016-грудень 2017            | Ковалішин Костянтин Сергійович                                     | віце-президент з питань роботи з ОСС (з 12 листопада 2017 р. - в. о. першого віце-президента)             |
| 2016-грудень 2017            | Лук'янова Людмила Андріївна                                        | віце-президент з питань міжнародного співробітництва                                                      |
| 2016-грудень 2017            | Зайченко Сергій Сергійович                                         | член виконкому — голова комісії з питань роботи з медіа                                                   |
| 2016-грудень 2017            | Романченко Едуард Вікторович                                       | член виконкому — голова комісії з питань роботи із студентським самоврядуванням переміщених ВНЗ           |
| 2016-грудень 2017            | Семчак Галина Василівна                                            | член виконкому — голова комісії з питань студентської науки                                               |
| 2016-грудень 2017            | Ананченко Михайло Олегович                                         | член виконкому — голова комісії з фандрайзингу                                                            |
| 2016-грудень 2017            | Барнич Володимир Володимирович                                     | член виконкому — голова юридичної комісії                                                                 |
| 2016-грудень 2017            | Сісецька Вікторія Ігорівна (до травня 2017 р.)                     | член виконкому — голова комісії з проектно-грантової роботи                                               |
| 2016-грудень 2017            | Горбей Віталій Іванович (до травня 2017 р.)                        | член виконкому — голова комісії з питань розвитку самоврядування в коледжах і технікумах                  |
| грудень 2017- травень 2018   | Фесенко Лідія Сергіївна                                            | президент                                                                                                 |
| грудень 2017- травень 2018   | Ковалішин Костянтин Сергійович                                     | віце-президент з питань роботи з ОСС (з 3 по 20 травня 2018 р. - в. о. президента)                        |
| грудень 2017- травень 2018   | Лук'янова Людмила Андріївна                                        | віце-президент з питань міжнародного співробітництва                                                      |
| грудень 2017- травень 2018   | Зайченко Сергій Сергійович                                         | член виконкому з питань роботи з медіа                                                                    |
| грудень 2017- травень 2018   | Наумов Владислав Володимирович                                     | член виконкому з питань технічного забезпечення                                                           |
| грудень 2017- травень 2018   | Барнич Володимир Володимирович                                     | член виконкому з юридичних питань                                                                         |
| травень 2018 - січень 2020   | Фесенко Лідія Сергіївна                                            | президент                                                                                                 |
| травень 2018 - січень 2020   | Ковалішин Костянтин Сергійович                                     | перший віце-президент                                                                                     |
| травень 2018 - січень 2020   | Кузьмич Аліна Віталіївна                                           | віце-президент з питань регіонального розвитку                                                            |
| травень 2018 - січень 2020   | Євстіфеєв Микита Ігорович                                          | віце-президент з питань міжнародного співробцтництва                                                      |
| травень 2018 - січень 2020   | Нікуліна Олена Леонідівна                                          | член виконкому з питань роботи з медіа                                                                    |
| травень 2018 - січень 2020   | Калінін Андрій Володимирович                                       | член виконкому з неформальної освіти                                                                      |
| травень 2018 - січень 2020   | Глебов Іван Юрійович                                               | член виконкому із захисту прав студентів                                                                  |
| травень 2018 - січень 2020   | Клочківський Олексій Володимирович                                 | член виконкому з фандрайзингу                                                                             |
| травень 2018 - січень 2020   | Єрофєєв Андрій Сергійович                                          | член виконкому з культурно-масової роботи та студентського спорту                                         |
| січень 2020 - квітень 2020   | Каширна Катерина Олександрівна                                     | президент                                                                                                 |
| січень 2020 - квітень 2020   | Калінін Андрій Володимирович                                       | перший віце-президент                                                                                     |
| січень 2020 - квітень 2020   | Ковбаса Назар Платонович                                           | віце-президент з питань регіонального розвитку                                                            |
| січень 2020 - квітень 2020   | Пащенко Андрій Ігорович                                            | член виконкому з питань роботи з медіа                                                                    |
| січень 2020 - квітень 2020   | Балабуха Катерина Вадимівна                                        | член виконкому з неформальної освіти                                                                      |
| січень 2020 - квітень 2020   | Глебов Іван Юрійович                                               | член виконкому із захисту прав студентів                                                                  |
| січень 2020 - квітень 2020   | Цирканюк Діана Андріївна                                           | член виконкому з культурно-масової роботи та студентського спорту                                         |
| квітень 2020 - травень 2020  | Калінін Андрій Володимирович                                       | в. о. президента                                                                                          |
| квітень 2020 - травень 2020  | Буров Микита Валерійович                                           | в. о. першого віце-президента                                                                             |
| квітень 2020 - травень 2020  | Пащенко Андрій Ігорович                                            | член виконкому з питань роботи з медіа                                                                    |
| квітень 2020 - травень 2020  | Балабуха Катерина Вадимівна                                        | член виконкому з неформальної освіти                                                                      |
| квітень 2020 - травень 2020  | Глебов Іван Юрійович                                               | член виконкому із захисту прав студентів                                                                  |
| квітень 2020 - травень 2020  | Цирканюк Діана Андріївна                                           | член виконкому з культурно-масової роботи та студентського спорту                                         |
| травень 2020 - червень 2021  | Калінін Андрій Володимирович                                       | президент                                                                                                 |
| травень 2020 - червень 2021  | Буров Микита Валерійович                                           | перший віце-президент                                                                                     |
| травень 2020 - червень 2021  | Савенко Ганна Миколаївна                                           | віце-президент з регіонального розвитку                                                                   |
| травень 2020 - червень 2021  | Пащенко Андрій Ігорович                                            | член виконкому з питань роботи з медіа                                                                    |
| травень 2020 - червень 2021  | Балабуха Катерина Вадимівна                                        | член виконкому з неформальної освіти                                                                      |
| травень 2020 - червень 2021  | Глебов Іван Юрійович                                               | член виконкому із захисту прав студентів                                                                  |
| травень 2020 - червень 2021  | Цирканюк Діана Андріївна                                           | член виконкому з культурно-масової роботи та студентського спорту                                         |
| травень 2020 - червень 2021  | Огороднік Роман Миколайович                                        | член виконкому з питань роботи наукових товариств студентів та аспірантів                                 |
| червень 2021 - березень 2022 | Агафонов Костянтин Михайлович                                      | президент                                                                                                 |
| червень 2021 - березень 2022 | Федик Тамара Олександрівна                                         | перший віце-президент                                                                                     |
| червень 2021 - березень 2022 | Волчанова Анна Олегівна (до 09.2021)                               | член виконавчого комітету з питань роботи з медіа                                                         |
| червень 2021 - березень 2022 | Гомбалевська Поліна                                                | член виконкому з неформальної освіти                                                                      |
| червень 2021 - березень 2022 | Трунов Владислав Олегович                                          | віце-президент з регіонального розвитку                                                                   |
| червень 2021 - березень 2022 | Батрак Олена Анатоліївна (до 09.2021)                              | член виконкому з культурно-масової роботи та студентського спорту                                         |
| червень 2021 - березень 2022 | Томашевський Микола Васильович                                     | член виконавчого комітету з питань захисту прав студентів                                                 |
| червень 2021 - березень 2022 | Рак Михайло Ігорович                                               | член виконкому з питань роботи наукових товариств студентів та аспірантів                                 |
| жовтень 2022 - липень 2023   | Рашкевич Юлія Ігорівна                                             | президент                                                                                                 |
| жовтень 2022 - липень 2023   | Гомбалевська Поліна Андріївна                                      | перший віце-президент                                                                                     |
| жовтень 2022 - липень 2023   | Басос Артем Анатолійович                                           | віце-президент з регіонального розвитку                                                                   |
| жовтень 2022 - липень 2023   | Бутко Микола Олександрович                                         | член виконавчого комітету із захисту прав студентів                                                       |
| жовтень 2022 - липень 2023   | Єрифа Софія Вікторівна                                             | член виконавчого комітету з питань роботи з медіа                                                         |
| жовтень 2022 - липень 2023   | Дерменжи Данило Петрович                                           | член виконавчого комітету з неформальної освіти                                                           |
| жовтень 2022 - липень 2023   | Глущенко Олена Юріївна                                             | член виконавчого комітету з культурно-масової роботи та студентського спорту                              |
| жовтень 2022 - липень 2023   | Котурбаш Наталія Сергіївна                                         | член виконавчого комітету з питань роботи наукових товариств студентів та аспірантів                      |
| Липень 2023 - наразі         | Гомбалевська Поліна Андріївна                                      | президент                                                                                                 |
| Липень 2023 - наразі         | Рак Михайло Ігорович                                               | перший віце-президент                                                                                     |
| Липень 2023 - наразі         | Товстика Володимир Володимирович (з травня 2025 року)              | віце-президент з регіонального розвитку                                                                   |
| Липень 2023 - наразі         | Беркут Роман Васильович                                            | член виконавчого комітету із захисту прав студентів                                                       |
| Липень 2023 - наразі         | Дем'яненко Ірина Олександрівна Гречко Богдана (з травня 2025 року) | член виконавчого комітету з питань роботи з медіа                                                         |
| Липень 2023 - наразі         | Гушинець Дарина Олегівна                                           | член виконавчого комітету з неформальної освіти                                                           |
| Липень 2023 - наразі         | Данильченко Анастасія ( з травня 2025 року)                        | член виконавчого комітету з культурно-масової роботи та студентського спорту                              |
| Липень 2023 - наразі         | Сидяга Володимир Олександрович ( з грудня 2024)                    | член виконавчого комітету з питань роботи наукових товариств студентів та аспірантів                      |

## Діяльність УАС у сфері забезпечення якості вищої освіти в Україні
Структурним підрозділом Асоціації є Національне об'єднання студентських експертів з питань якості вищої освіти. Національне об'єднання створюється з метою забезпечення участі здобувачів вищої освіти у процесах забезпечення якості вищої освіти, зокрема у діяльності галузевих експертних рад Національного агентства із забезпечення якості вищої освіти, акредитаційних комісій, незалежних установ оцінювання та забезпечення якості вищої освіти.
- Діяльність Національного об'єднання організовується Координатором, який призначається Виконкомом Асоціації.
- Добір експертів Національного об'єднання здійснюється на конкурсних засадах. Процедура добору визначається Координатором Національного об'єднання. Перелік експертів Національного об'єднання, зміни до нього за поданням Координатора Національного об'єднання затверджуються Виконкомом Асоціації.
- За необхідності, інші питання діяльності Національного об'єднання можуть бути врегульовані рішенням Виконкому Асоціації.

Координатором Національного об'єднання у грудні 2018 року обрано Микиту Гладченка.